# Puchar Polski w piłce nożnej (1978/1979)
Puchar Polski w piłce nożnej mężczyzn w sezonie 1978/1979 – 25. edycja rozgrywek, mających na celu wyłonienie zdobywcy Pucharu Polski, który uzyska tym samym prawo gry w Pucharze Zdobywców Pucharów w sezonie 1979/80. Zwycięzcą rozgrywek została Arka Gdynia, dla której był to pierwszy Puchar Polski w historii klubu.
Mecz finałowy odbył się 9 maja 1979 na Stadionie MOSiR w Lublinie.

## I runda
| Drużyna 1                     | Wynik          | Drużyna 2                    |
| ----------------------------- | -------------- | ---------------------------- |
| MKS Ciechanów                 | 1:2            | Gwardia Szczytno             |
| Warta Sieradz                 | 2:1            | Orzeł Łódź                   |
| Vitcovia Witkowo              | 0:3            | Żyrardowianka Żyrardów       |
| Lech Rypin                    | 1:0            | Wda Świecie                  |
| Olimpia Elbląg                | 3:4 pd.        | Gryf Słupsk                  |
| Elana Toruń                   | 0:2            | Wisła Tczew                  |
| Orkan Częstochowa             | 1:5            | Piast Nowa Ruda              |
| Promień Żary                  | 1:0            | Celuloza Kostrzyn nad Odrą   |
| Lechia Tomaszów Mazowiecki    | 1:2            | Ostrovia Ostrów Wielkopolski |
| Włókniarz Białystok           | 0:0 pd. k. 2:3 | AZS Biała Podlaska           |
| Noteć Czarnków                | 4:0            | Polonia Poznań               |
| Wielim Szczecinek             | 1:0            | Błękitni Stargard            |
| Chełmianka Chełm              | 1:0            | Stal Nowa Dęba               |
| KS Bystrzyca Kąty Wrocławskie | 1:4            | Odra II Opole                |
| Orion Niedrzwica Duża         | 4:0            | Radomiak II Radom            |
| Górnik II Zabrze              | 4:0            | Cracovia II                  |
| MKS Przasnysz                 | 1:3            | Wisła Płock                  |
| Warmia Grajewo                | 1:7            | Legia II Warszawa            |
| Czarni-Góral Żywiec           | 2:1            | Górnik Siemianowice Śląskie  |
| BBTS Włókniarz Bielsko-Biała  | 3:2 pd.        | Sandecja Nowy Sącz           |
| Stal Brzeg                    | 3:2 pd.        | Górnik Jaworzno              |
| Plon Przecław                 | 0:2 pd.        | Dąb Dębno                    |
| Kania Gostyń                  | 2:1            | Admira Poznań                |
| Karkonosze Jelenia Góra       | 0:0 pd. k. 4:5 | Arka Nowa Sól                |
| Zagłębie II Lubin             | 3:1            | PKS Odra Wrocław             |
| Kolejarz Prokocim             | 1:1 pd. k. 2:4 | Unia Tarnów                  |
| Wisłoka II Dębica             | 0:3            | KSZO Ostrowiec Świętokrzyski |
| Stal II Nowa Dęba             | 0:4            | Karpaty Krosno               |
| Stal II Rzeszów               | 1:1 pd. k. 3:0 | Hetman Zamość                |
| Zelmer Rzeszów                | 1:4            | Czuwaj Przemyśl              |
| Orlęta Łuków                  | 1:4            | Polonez Warszawa             |
| Wigry II Suwałki              | 1:2            | Stomil Olsztyn               |

## II runda
| Drużyna 1                    | Wynik          | Drużyna 2               |
| ---------------------------- | -------------- | ----------------------- |
| BBTS Włókniarz Bielsko-Biała | 1:0            | ROW Rybnik              |
| Karpaty Krosno               | 1:0            | Resovia                 |
| Unia Tarnów                  | 0:0 pd. k. 6:5 | GKS Tychy               |
| Odra II Opole                | 0:2 pd.        | Piast Gliwice           |
| Gryf Słupsk                  | 1:2            | Lechia Gdańsk           |
| Wisła Tczew                  | 0:3            | Zawisza Bydgoszcz       |
| Stal II Rzeszów              | 2:5            | Motor Lublin            |
| Czarni-Góral Żywiec          | 1:0            | Hutnik Nowa Huta        |
| Legia II Warszawa            | 1:0            | Radomiak Radom          |
| Kania Gostyń                 | 0:1            | Górnik Wałbrzych        |
| Ostrovia Ostrów Wielkopolski | 0:1            | Górnik Zabrze           |
| Górnik II Zabrze             | 2:1            | Chemik Kędzierzyn-Koźle |
| Warta Sieradz                | 0:0 pd. k. 4:3 | Moto Jelcz Oława        |
| Żyrardowianka Żyrardów       | 2:1            | Start Łódź              |
| Polonez Warszawa             | 2:0            | Star Starachowice       |
| Czuwaj Przemyśl              | 1:2            | Stal Stalowa Wola       |
| KSZO Ostrowiec Świętokrzyski | 1:0            | Siarka Tarnobrzeg       |
| Wielim Szczecinek            | 2:1            | Olimpia Poznań          |
| Stomil Olsztyn               | 2:0            | Jagiellonia Białystok   |
| Gwardia Szczytno             | 1:0            | BKS Bydgoszcz           |
| Orion Niedrzwica Duża        | 1:3            | Wisłoka Dębica          |
| AZS Biała Podlaska           | 3:3 pd. k. 3:4 | Polonia Warszawa        |
| Chełmianka Chełm             | 0:5            | Avia Świdnik            |
| Noteć Czarnków               | 1:0            | Gwardia Koszalin        |
| Stal Brzeg                   | 1:0            | BKS Stal Bielsko-Biała  |
| Piast Nowa Ruda              | 3:1            | Odra Wodzisław Śląski   |
| Zagłębie II Lubin            | 3:0            | Małapanew Ozimek        |
| Arka Nowa Sól                | 1:2            | Zagłębie Wałbrzych      |
| Dąb Dębno                    | 1:3            | Warta Poznań            |
| Promień Żary                 | 0:0 pd. k. 4:5 | Arkonia Szczecin        |
| Wisła Płock                  | 0:0 pd. k. 4:3 | Stoczniowiec Gdańsk     |
| Lech Rypin                   | 1:3            | Bałtyk Gdynia           |

## III runda
| Drużyna 1                    | Wynik          | Drużyna 2                    |
| ---------------------------- | -------------- | ---------------------------- |
| Górnik II Zabrze             | 2:1            | Zagłębie Wałbrzych           |
| Piast Nowa Ruda              | 3:1            | Górnik Zabrze                |
| Legia II Warszawa            | 0:2            | Motor Lublin                 |
| Wielim Szczecinek            | 0:4            | Lechia Gdańsk                |
| Karpaty Krosno               | 1:0            | Stal Stalowa Wola            |
| Polonez Warszawa             | 2:1            | Zawisza Bydgoszcz            |
| Żyrardowianka Żyrardów       | 2:1 pd.        | KSZO Ostrowiec Świętokrzyski |
| Stal Brzeg                   | 3:3 pd. k. 4:5 | Piast Gliwice                |
| Gwardia Szczytno             | 0:0 pd. k. 6:7 | Polonia Warszawa             |
| Warta Sieradz                | 4:3            | Wisła Płock                  |
| Arkonia Szczecin             | 1:0            | Warta Poznań                 |
| Unia Tarnów                  | 1:0            | Avia Świdnik                 |
| BBTS Włókniarz Bielsko-Biała | 1:0            | Górnik Wałbrzych             |
| Czarni-Góral Żywiec          | 0:0 pd. k. 3:4 | Wisłoka Dębica               |
| Noteć Czarnków               | 1:2 pd.        | Zagłębie II Lubin            |
| Stomil Olsztyn               | 0:0 pd. k. 6:5 | Bałtyk Gdynia                |

## 1/16 finału
Do rywalizacji dołączyły zespoły z I ligi.
| Drużyna 1                    | Wynik          | Drużyna 2          |
| ---------------------------- | -------------- | ------------------ |
| Zagłębie II Lubin            | 2:1            | GKS Katowice       |
| Karpaty Krosno               | 2:0            | Odra Opole         |
| Górnik II Zabrze             | 1:1 pd. k. 6:5 | Zagłębie Sosnowiec |
| BBTS Włókniarz Bielsko-Biała | 1:2 pd.        | Pogoń Szczecin     |
| Polonez Warszawa             | 1:3            | Ruch Chorzów       |
| Polonia Warszawa             | 0:1            | Stal Mielec        |
| Motor Lublin                 | 2:0            | Polonia Bytom      |
| Piast Gliwice                | 1:2            | Lech Poznań        |
| Arkonia Szczecin             | 0:2            | Wisła Kraków       |
| Wisłoka Dębica               | 2:3            | Gwardia Warszawa   |
| Lechia Gdańsk                | 2:1            | Widzew Łódź        |
| Żyrardowianka Żyrardów       | 0:4            | Legia Warszawa     |
| Piast Nowa Ruda              | 0:1            | Arka Gdynia        |
| Stomil Olsztyn               | 0:1            | Szombierki Bytom   |
| Unia Tarnów                  | 1:0            | ŁKS Łódź           |
| Warta Sieradz                | 2:1            | Śląsk Wrocław      |

## 1/8 finału
| Drużyna 1         | Wynik | Drużyna 2        |
| ----------------- | ----- | ---------------- |
| Górnik II Zabrze  | 3:0   | Stal Mielec      |
| Ruch Chorzów      | 0:2   | Szombierki Bytom |
| Warta Sieradz     | 1:2   | Arka Gdynia      |
| Zagłębie II Lubin | 2:1   | Legia Warszawa   |
| Karpaty Krosno    | 1:2   | Lech Poznań      |
| Motor Lublin      | 3:0   | Gwardia Warszawa |
| Wisła Kraków      | 2:1   | Pogoń Szczecin   |
| Unia Tarnów       | 0:3   | Lechia Gdańsk    |

## Ćwierćfinały
| Drużyna 1         | Wynik          | Drużyna 2        |
| ----------------- | -------------- | ---------------- |
| Motor Lublin      | 3:3 pd. k. 2:4 | Szombierki Bytom |
| Zagłębie II Lubin | 3:2            | Górnik II Zabrze |
| Arka Gdynia       | 2:2 pd. k. 7:6 | Lech Poznań      |
| Lechia Gdańsk     | 1:2            | Wisła Kraków     |

## Półfinały
| Drużyna 1         | Wynik | Drużyna 2        |
| ----------------- | ----- | ---------------- |
| Zagłębie II Lubin | 0:3   | Wisła Kraków     |
| Arka Gdynia       | 3:0   | Szombierki Bytom |

## Finał
| 9 maja 1979 14:00 | Arka Gdynia · Kupcewicz 50' · Krystyniak 59' (k) | 2:11:0Raport | Wisła Kraków · 16' Kmiecik | Stadion Miejski, Lublin Widzów: 15 000 Sędzia: Alojzy Jarguz (Olsztyn) |
|                   |                                                  |              |                            |                                                                        |

| Arka Gdynia:        |  |                      |              |     |
|                     |  |                      |              |     |
| BR                  |  | Włodzimierz Żemojtel |              |     |
| OB                  |  | Jacek Pietrzykowski  | Żółta kartka |     |
| OB                  |  | Zbigniew Bieliński   |              |     |
| OB                  |  | Franciszek Bochentyn |              |     |
| OB                  |  | Adam Musiał          |              |     |
| OB                  |  | Andrzej Dybicz       |              |     |
| PO                  |  | Janusz Kupcewicz     |              |     |
| PO                  |  | Ryszard Kurzepa      |              |     |
| NA                  |  | Wiesław Kwiatkowski  |              |     |
| NA                  |  | Jerzy Zawiślan       |              | 35' |
| NA                  |  | Andrzej Bikiewicz    |              | 85' |
| Zmiany:             |  |                      |              |     |
| OB                  |  | Marian Nowacki       |              | 85' |
| PO                  |  | Tadeusz Krystyniak   |              | 35' |
| Trener:             |  |                      |              |     |
| Czesław Boguszewicz |  |                      |              |     |

| Wisła Kraków: |  |                     |              |     |
|               |  |                     |              |     |
| BR            |  | Stanisław Gonet     | Żółta kartka |     |
| OB            |  | Marek Motyka        |              |     |
| OB            |  | Henryk Maculewicz   |              |     |
| OB            |  | Krzysztof Budka     |              |     |
| OB            |  | Zbigniew Płaszewski |              |     |
| PO            |  | Leszek Lipka        |              | 79' |
| PO            |  | Zdzisław Kapka      | Żółta kartka |     |
| PO            |  | Adam Nawałka        | Żółta kartka | 79' |
| PO            |  | Janusz Krupiński    |              |     |
| NA            |  | Kazimierz Kmiecik   |              |     |
| NA            |  | Michał Wróbel       |              |     |
| Zmiany:       |  |                     |              |     |
| OB            |  | Andrzej Targosz     |              | 79' |
| PO            |  | Jan Jałocha         |              | 79' |
| Trener:       |  |                     |              |     |
| Orest Lenczyk |  |                     |              |     |

| Puchar Polski w piłce nożnej 1978/1979 Zwycięzcy |
| ------------------------------------------------ |
| Arka Gdynia 1. Tytuł                             |